# Мария Попова (биолог)
Вижте пояснителната страница за други личности с името Мария Попова.
Мария Попова е български ботаник, професор.

## Биография
Родена е през 1932 г. в село Кръстевич, област Пловдив. През 1956 г. завършва Лозаро-градинарския факултет на Висшия селскостопански институт в Пловдив. От същата година е агроном в село Исперихово, област Пловдив. През 1959 г. става асистент в Катедрата по ботаника във Висшия селскостопански институт в Пловдив. От 1963 г. е старши асистент, а от 1970 г. – кандидат на биологическите науки. През 1971 става главен асистент. От 1973 г. е доцент, а през 1982 г. е избрана за професор. Декан е на факултета за обществени професии. От 1989 г. е ръководител на Катедрата по ботаника. През 1991 г. е заместник-ректор на Висшия селскостопански институт. Излиза в пенсия през 2001 г., постъпва като преподавател в Земеделски колеж – Пловдив. Умира през 2019 г.